# استاتن‌بورخ
استاتن‌بورخ (به هلندی: Stoutenburg) یک منطقهٔ مسکونی در هلند است که در لئوسدن واقع شده‌است. استاتن‌بورخ ۳۴۰ نفر جمعیت دارد.